# Điền Tề
Điền Tề (chữ Hán: 田齐), hay Điền thị Tề quốc (田氏齐国), là một giai đoạn của lịch sử nước Tề, được dòng tộc họ Điền bởi Điền Hòa, một đại phu phục vụ cho Khương Tề. Điền Hòa lập triều đình mới, lấy tên Tề quốc như cũ, về sau khiến Tề quốc trở thành một trong số 7 quốc gia có ảnh hưởng nhất đối với chiến cuộc trong thời kỳ Chiến Quốc tại Trung Quốc, được sử sách liệt vào một trong số Chiến Quốc Thất hùng.
Năm 386 TCN, Chu An Vương thừa nhận Điền Hòa là Tề hầu. Từ Điền Hòa truyền qua ba đời tới Tề Uy vương. Uy vương tiến hành cải cách làm cho nước Tề cường thịnh, đánh bại nước Ngụy, mở đầu thời kỳ xưng vương của các chư hầu nhà Chu, vì thế mà nước Tề trở thành một trong bảy quốc gia hùng mạnh nhất của thời kỳ Chiến Quốc. Kinh đô của Điền Tề vẫn đóng tại Doanh Khâu (nay là phía bắc Lâm Truy), lãnh thổ đại thể vẫn là lãnh thổ cũ của Khương Tề. Sau này hai nước Tề-Tần ở hai phía đông-tây là hai lực lượng đối kháng. Năm 284 TCN, liên quân 5 nước gồm Yên, Tần, Hàn, Triệu, Ngụy liên hợp tấn công Tề. Kết quả nước Tề bị tướng nước Yên là Nhạc Nghị công phá, dẫn đến tình trạng suy sụp của Tề.

## Lịch sử

### Phục vụ Khương Tề
Xem chi tiết: Khương Tề
Đầu thời kỳ Xuân Thu, nước Tề của họ Khương là một nước lớn, cương vực phía đông tới vùng bờ biển Đông Trung Hoa, phía tây tới Hoàng Hà, phía nam tới Thái Sơn, phía bắc tới Vô Lệ Thủy (nay là phía nam huyện Diêm Sơn, tỉnh Hà Bắc). Cuối thời Xuân Thu, quyền lực dần dần bị chuyển sang tay đại thần Trần thị của họ Quy (sau này là Điền thị).
Điền thị của họ Quy xuất phát từ con trai của Trần Lệ công là Trần Hoàn. Các âm Trần và Điền cổ là gần giống như nhau, vì thế sử sách cũ chép thành Điền. Năm 672 TCN, do nội loạn tại nước Trần, công tử Trần Hoàn chạy sang Tề, phục vụ dưới trướng Tề Hoàn công Khương Tiểu Bạch. Từ Trần Hoàn truyền qua 5 đời tới Điền Hoàn tử Vô Vũ, mở ra thời kỳ cường thịnh của thị tộc Điền (Trần). Những năm sau đó họ Điền cùng các họ Thôi, Khánh, Loan, Cao (hậu duệ của Tề Huệ công Khương Nguyên), Quốc, Cao (hậu duệ của Tề Văn công Khương Xích) và các họ Bảo, Hám thay nhau nắm giữ quyền bính tại Tề.

### Vua nước Tề
Điền Tề kể từ thời kỳ lập nước cho tới giữa thời Chiến Quốc đã trở thành một trong bảy nước gọi là thất hùng. Thái công Điền Hòa là Tề hầu đời thứ nhất của nhà Chu, do năm 386 TCN Chu An Vương đã buộc phải thừa nhận Điền Hòa là Tề hầu của Chu. Cháu của Thái công Hòa là Hoàn công Điền Ngọ tại Lâm Truy lập ra học cung Tắc Hạ, lập ra hiệu đại phu, chiêu tụ hiền sĩ trong thiên hạ.
Đến thời Uy vương, Tuyên vương tại Tắc Hạ nhân tài nhiều vô kể, trở thành trung tâm văn hóa học thuật ở phía đông. Tề Uy vương trọng dụng Trâu Kỵ làm tướng quốc, tiến hành cải cách chính trì làm cho nước Tề trở thành hùng mạnh. Năm 353 TCN, nước Tề đánh bại nước Ngụy tại trận Quế Lăng. Năm 341 TCN, nước Tề lại đánh bại nước Ngụy tại trận Mã Lăng. Năm 334 TCN, Tề Uy vương cùng Ngụy Huệ vương họp tại Từ Châu, chính thức xưng vương. Cuối thời Uy vương, giữa tướng quốc Trâu Kỵ và tướng quân Điền Kỵ phát sinh sự tranh giành quyền bính. Năm 322 TCN, Điền Kỵ tấn công Lâm Truy, truy tìm Trâu Kỵ, nhưng không thắng, phải chạy sang nước Sở.
Năm 314 TCN, tại Yên phát sinh loạn Tử Chi. Nghe theo lời khuyên của Mạnh Kha, Tề Tuyên vương sai tướng Khuông Chương đem quân tấn công Yên, chỉ trong một thời gian ngắn đã chiếm được Yên. Binh lực của Tề khi đó là cực mạnh. Năm 301 TCN, Tề liên hợp cùng Hàn, Ngụy tấn công Sở, đánh bại Sở.
Giai đoạn năm 298 TCN-296 TCN, Tề lại liên hợp cùng Hàn, Ngụy tấn công Tần, tiến tới Hàm Cốc Quan, buộc Tần phải cầu hòa. Năm 288 TCN, Tề cùng Tần xưng đế ở hai phía đông, tây. Năm sau, Tô Tần, Lý Đoái hợp quân cùng Triệu, Tề, Sở, Ngụy, Hàn tấn công Tần, bãi vu Thành Cao.
Năm 286 TCN, Tề Mẫn vương tiêu diệt nước Tống. Năm 284 TCN, Yên Chiêu vương dùng Nhạc Nghị làm thượng tướng quân, hợp quân các nước Yên, Tần, Hàn, Triệu, Ngụy tấn công Tề, tiến vào Lâm Truy, liên tục hạ trên 70 thành trì của Tề. Tôn thất nước Tề chạy tới Cử và Tức Mặc. Tề Mẫn vương chạy tới Cử, bị Náo Xỉ giết chết. Vương tôn Cổ cùng người đất Cử giết Náo Xỉ, lập con của Mẫn vương là Pháp Chương làm Tề Tương vương. Yên dẫn quân sang phía đông bao vây Tức Mặc, quân sĩ trong thành cử Điền Đan làm tướng. Quân hai bên giằng co trong vòng 5 năm. Năm 279 TCN, Điền Đan tổ chức phản công, sử dụng "hỏa ngưu trận" đánh bại quân Yên, thu phục lại các thành trì cùng đất đai trước đó của Tề. Nước Tề tuy được phục hồi, nhưng nguyên khí đã suy kiệt, từ đó trở đi không thể sánh cùng Tần.

### Diệt vong
Năm 236 TCN, nhân cơ hội nước Triệu tấn công nước Yên, Tần vương đã chia quân ra làm hai đạo tấn công nước Triệu. Nước Tần dùng vàng bạc châu báu mua chuộc thừa tướng nước Tề là Hậu Thắng, Tề vương Kiến nghe theo chủ trương của Hậu Thắng, không hợp tung để chống Tần, mà chỉ tăng cường phòng bị.
Sau khi nhận thấy nước nước Tần về cơ bản đã tiêu diệt được ngũ quốc (Hàn, Triệu, Ngụy, Sở, Yên), dù quân sĩ đã tập luyện đầy đủ nhưng Tề vương vẫn lo sợ nước Tần, vô cùng hoảng sợ đem quân tập kết ở biên giới phía tây, chuẩn bị chờ đón quân Tần tiến công từ phía này.
Năm 221 TCN, sau khi diệt xong Hàn, Triệu, Ngụy, Sở, Yên, Tần vương lấy cớ do Tề cự tuyệt không cho sứ giả của Tần vào Tề, sai Vương Bí đem quân công phạt Tề. Quân Tần biết rõ chủ lực của Tề ở phía tây nên đã tránh không giao chiến tại đây mà theo đường từ phía nam nước Yên cũ tiến thẳng xuống phía nam tới kinh đô của Tề tại Lâm Truy (nay là phía bắc Truy Bác, Sơn Đông). Quân Tề đang đối diện với quân Tần tại phía tây, đột nhiên Tề lại bị tấn công từ phía bắc xuống, nên chẳng kịp phản ứng để xoay chuyển tình thế. Tề vương Kiến nghe lời Hậu Thắng, chẳng đánh mà ra khỏi thành đầu hàng, nước Tề diệt vong. Nước Tần thống nhất thiên hạ, tại vùng đất của Tề lập các quận Tề và Lang Da.

## Sự kiện
- Họ Điền thay Tề
- Trận Quế Lăng (vây Ngụy cứu Triệu)
- Trận Mã Lăng
- Điền Đan phục quốc

## Nhân vật
|                             |                             |                             |                             |                             |                             |  |  | (1) Kính Trọng                     |                                    |                                    |                                    |                                    |                                    |  |  |               |               |               |               |               |               |         |         |                           |                           |                           |                           |                           |                           |        |        |             |             |             |             |             |             |            |            |            |            |        |        |        |        |  |  |                 |                 |                 |                 |                 |                 |  |  |              |              |              |              |              |              |  |  |  |  |  |  |  |  |  |  |  |  |  |  |  |  |  |  |  |  |  |  |  |  |  |  |  |  |  |  |  |  |  |  |  |  |  |  |  |  |  |  |  |  |  |  |  |  |
|                             |                             |                             |                             |                             |                             |  |  |                                    |                                    |                                    |                                    |                                    |                                    |  |  |               |               |               |               |               |               |         |         |                           |                           |                           |                           |                           |                           |        |        |             |             |             |             |             |             |            |            |            |            |        |        |        |        |  |  |                 |                 |                 |                 |                 |                 |  |  |              |              |              |              |              |              |  |  |  |  |  |  |  |  |  |  |  |  |  |  |  |  |  |  |  |  |  |  |  |  |  |  |  |  |  |  |  |  |  |  |  |  |  |  |  |  |  |  |  |  |  |  |  |  |
|                             |                             |                             |                             |                             |                             |  |  | (2) Điền Mạnh Di                   |                                    |                                    |                                    |                                    |                                    |  |  |               |               |               |               |               |               |         |         |                           |                           |                           |                           |                           |                           |        |        |             |             |             |             |             |             |            |            |            |            |        |        |        |        |  |  |                 |                 |                 |                 |                 |                 |  |  |              |              |              |              |              |              |  |  |  |  |  |  |  |  |  |  |  |  |  |  |  |  |  |  |  |  |  |  |  |  |  |  |  |  |  |  |  |  |  |  |  |  |  |  |  |  |  |  |  |  |  |  |  |  |
|                             |                             |                             |                             |                             |                             |  |  |                                    |                                    |                                    |                                    |                                    |                                    |  |  |               |               |               |               |               |               |         |         |                           |                           |                           |                           |                           |                           |        |        |             |             |             |             |             |             |            |            |            |            |        |        |        |        |  |  |                 |                 |                 |                 |                 |                 |  |  |              |              |              |              |              |              |  |  |  |  |  |  |  |  |  |  |  |  |  |  |  |  |  |  |  |  |  |  |  |  |  |  |  |  |  |  |  |  |  |  |  |  |  |  |  |  |  |  |  |  |  |  |  |  |
|                             |                             |                             |                             |                             |                             |  |  | (3) Điền Mạnh Trang                |                                    |                                    |                                    |                                    |                                    |  |  |               |               |               |               |               |               |         |         |                           |                           |                           |                           |                           |                           |        |        |             |             |             |             |             |             |            |            |            |            |        |        |        |        |  |  |                 |                 |                 |                 |                 |                 |  |  |              |              |              |              |              |              |  |  |  |  |  |  |  |  |  |  |  |  |  |  |  |  |  |  |  |  |  |  |  |  |  |  |  |  |  |  |  |  |  |  |  |  |  |  |  |  |  |  |  |  |  |  |  |  |
|                             |                             |                             |                             |                             |                             |  |  |                                    |                                    |                                    |                                    |                                    |                                    |  |  |               |               |               |               |               |               |         |         |                           |                           |                           |                           |                           |                           |        |        |             |             |             |             |             |             |            |            |            |            |        |        |        |        |  |  |                 |                 |                 |                 |                 |                 |  |  |              |              |              |              |              |              |  |  |  |  |  |  |  |  |  |  |  |  |  |  |  |  |  |  |  |  |  |  |  |  |  |  |  |  |  |  |  |  |  |  |  |  |  |  |  |  |  |  |  |  |  |  |  |  |
|                             |                             |                             |                             |                             |                             |  |  | (4) Điền Văn tử                    |                                    |                                    |                                    |                                    |                                    |  |  |               |               |               |               |               |               |         |         |                           |                           |                           |                           |                           |                           |        |        |             |             |             |             |             |             |            |            |            |            |        |        |        |        |  |  |                 |                 |                 |                 |                 |                 |  |  |              |              |              |              |              |              |  |  |  |  |  |  |  |  |  |  |  |  |  |  |  |  |  |  |  |  |  |  |  |  |  |  |  |  |  |  |  |  |  |  |  |  |  |  |  |  |  |  |  |  |  |  |  |  |
|                             |                             |                             |                             |                             |                             |  |  |                                    |                                    |                                    |                                    |                                    |                                    |  |  |               |               |               |               |               |               |         |         |                           |                           |                           |                           |                           |                           |        |        |             |             |             |             |             |             |            |            |            |            |        |        |        |        |  |  |                 |                 |                 |                 |                 |                 |  |  |              |              |              |              |              |              |  |  |  |  |  |  |  |  |  |  |  |  |  |  |  |  |  |  |  |  |  |  |  |  |  |  |  |  |  |  |  |  |  |  |  |  |  |  |  |  |  |  |  |  |  |  |  |  |
|                             |                             |                             |                             |                             |                             |  |  | (5) Điền Hoàn tử                   |                                    |                                    |                                    |                                    |                                    |  |  |               |               |               |               |               |               |         |         |                           |                           |                           |                           |                           |                           |        |        |             |             |             |             |             |             |            |            |            |            |        |        |        |        |  |  |                 |                 |                 |                 |                 |                 |  |  |              |              |              |              |              |              |  |  |  |  |  |  |  |  |  |  |  |  |  |  |  |  |  |  |  |  |  |  |  |  |  |  |  |  |  |  |  |  |  |  |  |  |  |  |  |  |  |  |  |  |  |  |  |  |
|                             |                             |                             |                             |                             |                             |  |  |                                    |                                    |                                    |                                    |                                    |                                    |  |  |               |               |               |               |               |               |         |         |                           |                           |                           |                           |                           |                           |        |        |             |             |             |             |             |             |            |            |            |            |        |        |        |        |  |  |                 |                 |                 |                 |                 |                 |  |  |              |              |              |              |              |              |  |  |  |  |  |  |  |  |  |  |  |  |  |  |  |  |  |  |  |  |  |  |  |  |  |  |  |  |  |  |  |  |  |  |  |  |  |  |  |  |  |  |  |  |  |  |  |  |
|                             |                             |                             |                             |                             |                             |  |  |                                    |                                    |                                    |                                    |                                    |                                    |  |  |               |               |               |               |               |               |         |         |                           |                           |                           |                           |                           |                           |        |        |             |             |             |             |             |             |            |            |            |            |        |        |        |        |  |  |                 |                 |                 |                 |                 |                 |  |  |              |              |              |              |              |              |  |  |  |  |  |  |  |  |  |  |  |  |  |  |  |  |  |  |  |  |  |  |  |  |  |  |  |  |  |  |  |  |  |  |  |  |  |  |  |  |  |  |  |  |  |  |  |  |
| (6) Điền Vũ tử              | (6) Điền Vũ tử              | (6) Điền Vũ tử              | (6) Điền Vũ tử              | (6) Điền Vũ tử              | (6) Điền Vũ tử              |  |  | (7) Điền Hi tử                     | (7) Điền Hi tử                     | (7) Điền Hi tử                     | (7) Điền Hi tử                     | (7) Điền Hi tử                     | (7) Điền Hi tử                     |  |  | Trần Chiêu tử | Trần Chiêu tử | Trần Chiêu tử | Trần Chiêu tử | Trần Chiêu tử | Trần Chiêu tử |         |         |                           |                           |                           |                           |                           |                           |        |        |             |             |             |             |             |             |            |            |            |            |        |        |        |        |  |  | Tôn Thư Tôn thị | Tôn Thư Tôn thị | Tôn Thư Tôn thị | Tôn Thư Tôn thị | Tôn Thư Tôn thị | Tôn Thư Tôn thị |  |  | Tử Vỉ        | Tử Vỉ        | Tử Vỉ        | Tử Vỉ        | Tử Vỉ        | Tử Vỉ        |  |  |  |  |  |  |  |  |  |  |  |  |  |  |  |  |  |  |  |  |  |  |  |  |  |  |  |  |  |  |  |  |  |  |  |  |  |  |  |  |  |  |  |  |  |  |  |  |
| (6) Điền Vũ tử              | (6) Điền Vũ tử              | (6) Điền Vũ tử              | (6) Điền Vũ tử              | (6) Điền Vũ tử              | (6) Điền Vũ tử              |  |  | (7) Điền Hi tử                     | (7) Điền Hi tử                     | (7) Điền Hi tử                     | (7) Điền Hi tử                     | (7) Điền Hi tử                     | (7) Điền Hi tử                     |  |  | Trần Chiêu tử | Trần Chiêu tử | Trần Chiêu tử | Trần Chiêu tử | Trần Chiêu tử | Trần Chiêu tử |         |         |                           |                           |                           |                           |                           |                           |        |        |             |             |             |             |             |             |            |            |            |            |        |        |        |        |  |  | Tôn Thư Tôn thị | Tôn Thư Tôn thị | Tôn Thư Tôn thị | Tôn Thư Tôn thị | Tôn Thư Tôn thị | Tôn Thư Tôn thị |  |  | Tử Vỉ        | Tử Vỉ        | Tử Vỉ        | Tử Vỉ        | Tử Vỉ        | Tử Vỉ        |  |  |  |  |  |  |  |  |  |  |  |  |  |  |  |  |  |  |  |  |  |  |  |  |  |  |  |  |  |  |  |  |  |  |  |  |  |  |  |  |  |  |  |  |  |  |  |  |
|                             |                             |                             |                             |                             |                             |  |  |                                    |                                    |                                    |                                    |                                    |                                    |  |  |               |               |               |               |               |               |         |         |                           |                           |                           |                           |                           |                           |        |        |             |             |             |             |             |             |            |            |            |            |        |        |        |        |  |  |                 |                 |                 |                 |                 |                 |  |  |              |              |              |              |              |              |  |  |  |  |  |  |  |  |  |  |  |  |  |  |  |  |  |  |  |  |  |  |  |  |  |  |  |  |  |  |  |  |  |  |  |  |  |  |  |  |  |  |  |  |  |  |  |  |
| Trần Quán                   | Trần Quán                   | Trần Quán                   | Trần Quán                   | Trần Quán                   | Trần Quán                   |  |  | (8) Điền Hằng                      | (8) Điền Hằng                      | (8) Điền Hằng                      | (8) Điền Hằng                      | (8) Điền Hằng                      | (8) Điền Hằng                      |  |  | Tử Sĩ         | Tử Sĩ         | Tử Sĩ         | Tử Sĩ         | Tử Sĩ         | Tử Sĩ         |         |         | Tuyên tử                  | Tuyên tử                  | Tuyên tử                  | Tuyên tử                  | Tuyên tử                  | Tuyên tử                  |        |        | Lẫm Khâu tử | Lẫm Khâu tử | Lẫm Khâu tử | Lẫm Khâu tử | Lẫm Khâu tử | Lẫm Khâu tử |            |            | Huệ tử     | Huệ tử     | Huệ tử | Huệ tử | Huệ tử | Huệ tử |  |  | Tôn Bằng        | Tôn Bằng        | Tôn Bằng        | Tôn Bằng        | Tôn Bằng        | Tôn Bằng        |  |  | Tử Hiến      | Tử Hiến      | Tử Hiến      | Tử Hiến      | Tử Hiến      | Tử Hiến      |  |  |  |  |  |  |  |  |  |  |  |  |  |  |  |  |  |  |  |  |  |  |  |  |  |  |  |  |  |  |  |  |  |  |  |  |  |  |  |  |  |  |  |  |  |  |  |  |
| Trần Quán                   | Trần Quán                   | Trần Quán                   | Trần Quán                   | Trần Quán                   | Trần Quán                   |  |  | (8) Điền Hằng                      | (8) Điền Hằng                      | (8) Điền Hằng                      | (8) Điền Hằng                      | (8) Điền Hằng                      | (8) Điền Hằng                      |  |  | Tử Sĩ         | Tử Sĩ         | Tử Sĩ         | Tử Sĩ         | Tử Sĩ         | Tử Sĩ         |         |         | Tuyên tử                  | Tuyên tử                  | Tuyên tử                  | Tuyên tử                  | Tuyên tử                  | Tuyên tử                  |        |        | Lẫm Khâu tử | Lẫm Khâu tử | Lẫm Khâu tử | Lẫm Khâu tử | Lẫm Khâu tử | Lẫm Khâu tử |            |            | Huệ tử     | Huệ tử     | Huệ tử | Huệ tử | Huệ tử | Huệ tử |  |  | Tôn Bằng        | Tôn Bằng        | Tôn Bằng        | Tôn Bằng        | Tôn Bằng        | Tôn Bằng        |  |  | Tử Hiến      | Tử Hiến      | Tử Hiến      | Tử Hiến      | Tử Hiến      | Tử Hiến      |  |  |  |  |  |  |  |  |  |  |  |  |  |  |  |  |  |  |  |  |  |  |  |  |  |  |  |  |  |  |  |  |  |  |  |  |  |  |  |  |  |  |  |  |  |  |  |  |
|                             |                             |                             |                             |                             |                             |  |  | (9) Điền Tương tử                  | (9) Điền Tương tử                  | (9) Điền Tương tử                  | (9) Điền Tương tử                  | (9) Điền Tương tử                  | (9) Điền Tương tử                  |  |  |               |               |               |               | Giản tử       | Giản tử       | Giản tử | Giản tử | Giản tử                   | Giản tử                   |                           |                           | Mục tử                    | Mục tử                    | Mục tử | Mục tử | Mục tử      | Mục tử      |             |             | Tư Mang tử  | Tư Mang tử  | Tư Mang tử | Tư Mang tử | Tư Mang tử | Tư Mang tử |        |        |        |        |  |  | Tôn Vũ          | Tôn Vũ          | Tôn Vũ          | Tôn Vũ          | Tôn Vũ          | Tôn Vũ          |  |  | Chư ngự Ưởng | Chư ngự Ưởng | Chư ngự Ưởng | Chư ngự Ưởng | Chư ngự Ưởng | Chư ngự Ưởng |  |  |  |  |  |  |  |  |  |  |  |  |  |  |  |  |  |  |  |  |  |  |  |  |  |  |  |  |  |  |  |  |  |  |  |  |  |  |  |  |  |  |  |  |  |  |  |  |
|                             |                             |                             |                             |                             |                             |  |  | (9) Điền Tương tử                  | (9) Điền Tương tử                  | (9) Điền Tương tử                  | (9) Điền Tương tử                  | (9) Điền Tương tử                  | (9) Điền Tương tử                  |  |  |               |               |               |               | Giản tử       | Giản tử       | Giản tử | Giản tử | Giản tử                   | Giản tử                   |                           |                           | Mục tử                    | Mục tử                    | Mục tử | Mục tử | Mục tử      | Mục tử      |             |             | Tư Mang tử  | Tư Mang tử  | Tư Mang tử | Tư Mang tử | Tư Mang tử | Tư Mang tử |        |        |        |        |  |  | Tôn Vũ          | Tôn Vũ          | Tôn Vũ          | Tôn Vũ          | Tôn Vũ          | Tôn Vũ          |  |  | Chư ngự Ưởng | Chư ngự Ưởng | Chư ngự Ưởng | Chư ngự Ưởng | Chư ngự Ưởng | Chư ngự Ưởng |  |  |  |  |  |  |  |  |  |  |  |  |  |  |  |  |  |  |  |  |  |  |  |  |  |  |  |  |  |  |  |  |  |  |  |  |  |  |  |  |  |  |  |  |  |  |  |  |
|                             |                             |                             |                             |                             |                             |  |  | (10) Điền Trang tử                 |                                    |                                    |                                    |                                    |                                    |  |  |               |               |               |               |               |               |         |         |                           |                           |                           |                           |                           |                           |        |        |             |             |             |             |             |             |            |            |            |            |        |        |        |        |  |  |                 |                 |                 |                 |                 |                 |  |  |              |              |              |              |              |              |  |  |  |  |  |  |  |  |  |  |  |  |  |  |  |  |  |  |  |  |  |  |  |  |  |  |  |  |  |  |  |  |  |  |  |  |  |  |  |  |  |  |  |  |  |  |  |  |
|                             |                             |                             |                             |                             |                             |  |  |                                    |                                    |                                    |                                    |                                    |                                    |  |  |               |               |               |               |               |               |         |         |                           |                           |                           |                           |                           |                           |        |        |             |             |             |             |             |             |            |            |            |            |        |        |        |        |  |  |                 |                 |                 |                 |                 |                 |  |  |              |              |              |              |              |              |  |  |  |  |  |  |  |  |  |  |  |  |  |  |  |  |  |  |  |  |  |  |  |  |  |  |  |  |  |  |  |  |  |  |  |  |  |  |  |  |  |  |  |  |  |  |  |  |
|                             |                             |                             |                             |                             |                             |  |  |                                    |                                    |                                    |                                    |                                    |                                    |  |  |               |               |               |               |               |               |         |         |                           |                           |                           |                           |                           |                           |        |        |             |             |             |             |             |             |            |            |            |            |        |        |        |        |  |  |                 |                 |                 |                 |                 |                 |  |  |              |              |              |              |              |              |  |  |  |  |  |  |  |  |  |  |  |  |  |  |  |  |  |  |  |  |  |  |  |  |  |  |  |  |  |  |  |  |  |  |  |  |  |  |  |  |  |  |  |  |  |  |  |  |
| (11) Điền Điệu tử           | (11) Điền Điệu tử           | (11) Điền Điệu tử           | (11) Điền Điệu tử           | (11) Điền Điệu tử           | (11) Điền Điệu tử           |  |  | Tề Thái công ?-386 TCN - 384 TCN   | Tề Thái công ?-386 TCN - 384 TCN   | Tề Thái công ?-386 TCN - 384 TCN   | Tề Thái công ?-386 TCN - 384 TCN   | Tề Thái công ?-386 TCN - 384 TCN   | Tề Thái công ?-386 TCN - 384 TCN   |  |  |               |               |               |               |               |               |         |         |                           |                           |                           |                           |                           |                           |        |        |             |             |             |             |             |             |            |            |            |            |        |        |        |        |  |  |                 |                 |                 |                 |                 |                 |  |  |              |              |              |              |              |              |  |  |  |  |  |  |  |  |  |  |  |  |  |  |  |  |  |  |  |  |  |  |  |  |  |  |  |  |  |  |  |  |  |  |  |  |  |  |  |  |  |  |  |  |  |  |  |  |
| (11) Điền Điệu tử           | (11) Điền Điệu tử           | (11) Điền Điệu tử           | (11) Điền Điệu tử           | (11) Điền Điệu tử           | (11) Điền Điệu tử           |  |  | Tề Thái công ?-386 TCN - 384 TCN   | Tề Thái công ?-386 TCN - 384 TCN   | Tề Thái công ?-386 TCN - 384 TCN   | Tề Thái công ?-386 TCN - 384 TCN   | Tề Thái công ?-386 TCN - 384 TCN   | Tề Thái công ?-386 TCN - 384 TCN   |  |  |               |               |               |               |               |               |         |         |                           |                           |                           |                           |                           |                           |        |        |             |             |             |             |             |             |            |            |            |            |        |        |        |        |  |  |                 |                 |                 |                 |                 |                 |  |  |              |              |              |              |              |              |  |  |  |  |  |  |  |  |  |  |  |  |  |  |  |  |  |  |  |  |  |  |  |  |  |  |  |  |  |  |  |  |  |  |  |  |  |  |  |  |  |  |  |  |  |  |  |  |
|                             |                             |                             |                             |                             |                             |  |  |                                    |                                    |                                    |                                    |                                    |                                    |  |  |               |               |               |               |               |               |         |         |                           |                           |                           |                           |                           |                           |        |        |             |             |             |             |             |             |            |            |            |            |        |        |        |        |  |  |                 |                 |                 |                 |                 |                 |  |  |              |              |              |              |              |              |  |  |  |  |  |  |  |  |  |  |  |  |  |  |  |  |  |  |  |  |  |  |  |  |  |  |  |  |  |  |  |  |  |  |  |  |  |  |  |  |  |  |  |  |  |  |  |  |
| Tề hầu Diệm ?-383 TCN - 375 | Tề hầu Diệm ?-383 TCN - 375 | Tề hầu Diệm ?-383 TCN - 375 | Tề hầu Diệm ?-383 TCN - 375 | Tề hầu Diệm ?-383 TCN - 375 | Tề hầu Diệm ?-383 TCN - 375 |  |  | Tề Hoàn công 400-374 TCN - 357 TCN | Tề Hoàn công 400-374 TCN - 357 TCN | Tề Hoàn công 400-374 TCN - 357 TCN | Tề Hoàn công 400-374 TCN - 357 TCN | Tề Hoàn công 400-374 TCN - 357 TCN | Tề Hoàn công 400-374 TCN - 357 TCN |  |  |               |               |               |               |               |               |         |         |                           |                           |                           |                           |                           |                           |        |        |             |             |             |             |             |             |            |            |            |            |        |        |        |        |  |  |                 |                 |                 |                 |                 |                 |  |  |              |              |              |              |              |              |  |  |  |  |  |  |  |  |  |  |  |  |  |  |  |  |  |  |  |  |  |  |  |  |  |  |  |  |  |  |  |  |  |  |  |  |  |  |  |  |  |  |  |  |  |  |  |  |
| Tề hầu Diệm ?-383 TCN - 375 | Tề hầu Diệm ?-383 TCN - 375 | Tề hầu Diệm ?-383 TCN - 375 | Tề hầu Diệm ?-383 TCN - 375 | Tề hầu Diệm ?-383 TCN - 375 | Tề hầu Diệm ?-383 TCN - 375 |  |  | Tề Hoàn công 400-374 TCN - 357 TCN | Tề Hoàn công 400-374 TCN - 357 TCN | Tề Hoàn công 400-374 TCN - 357 TCN | Tề Hoàn công 400-374 TCN - 357 TCN | Tề Hoàn công 400-374 TCN - 357 TCN | Tề Hoàn công 400-374 TCN - 357 TCN |  |  |               |               |               |               |               |               |         |         |                           |                           |                           |                           |                           |                           |        |        |             |             |             |             |             |             |            |            |            |            |        |        |        |        |  |  |                 |                 |                 |                 |                 |                 |  |  |              |              |              |              |              |              |  |  |  |  |  |  |  |  |  |  |  |  |  |  |  |  |  |  |  |  |  |  |  |  |  |  |  |  |  |  |  |  |  |  |  |  |  |  |  |  |  |  |  |  |  |  |  |  |
| Nhụ tử Hỉ                   | Nhụ tử Hỉ                   | Nhụ tử Hỉ                   | Nhụ tử Hỉ                   | Nhụ tử Hỉ                   | Nhụ tử Hỉ                   |  |  | Tề Uy vương ?-356 TCN - 320 TCN    | Tề Uy vương ?-356 TCN - 320 TCN    | Tề Uy vương ?-356 TCN - 320 TCN    | Tề Uy vương ?-356 TCN - 320 TCN    | Tề Uy vương ?-356 TCN - 320 TCN    | Tề Uy vương ?-356 TCN - 320 TCN    |  |  |               |               |               |               |               |               |         |         |                           |                           |                           |                           |                           |                           |        |        |             |             |             |             |             |             |            |            |            |            |        |        |        |        |  |  |                 |                 |                 |                 |                 |                 |  |  |              |              |              |              |              |              |  |  |  |  |  |  |  |  |  |  |  |  |  |  |  |  |  |  |  |  |  |  |  |  |  |  |  |  |  |  |  |  |  |  |  |  |  |  |  |  |  |  |  |  |  |  |  |  |
| Nhụ tử Hỉ                   | Nhụ tử Hỉ                   | Nhụ tử Hỉ                   | Nhụ tử Hỉ                   | Nhụ tử Hỉ                   | Nhụ tử Hỉ                   |  |  | Tề Uy vương ?-356 TCN - 320 TCN    | Tề Uy vương ?-356 TCN - 320 TCN    | Tề Uy vương ?-356 TCN - 320 TCN    | Tề Uy vương ?-356 TCN - 320 TCN    | Tề Uy vương ?-356 TCN - 320 TCN    | Tề Uy vương ?-356 TCN - 320 TCN    |  |  |               |               |               |               |               |               |         |         |                           |                           |                           |                           |                           |                           |        |        |             |             |             |             |             |             |            |            |            |            |        |        |        |        |  |  |                 |                 |                 |                 |                 |                 |  |  |              |              |              |              |              |              |  |  |  |  |  |  |  |  |  |  |  |  |  |  |  |  |  |  |  |  |  |  |  |  |  |  |  |  |  |  |  |  |  |  |  |  |  |  |  |  |  |  |  |  |  |  |  |  |
|                             |                             |                             |                             |                             |                             |  |  |                                    |                                    |                                    |                                    |                                    |                                    |  |  |               |               |               |               |               |               |         |         |                           |                           |                           |                           |                           |                           |        |        |             |             |             |             |             |             |            |            |            |            |        |        |        |        |  |  |                 |                 |                 |                 |                 |                 |  |  |              |              |              |              |              |              |  |  |  |  |  |  |  |  |  |  |  |  |  |  |  |  |  |  |  |  |  |  |  |  |  |  |  |  |  |  |  |  |  |  |  |  |  |  |  |  |  |  |  |  |  |  |  |  |
|                             |                             |                             |                             |                             |                             |  |  | Tề Tuyên vương ?-319 TCN - 301 TCN | Tề Tuyên vương ?-319 TCN - 301 TCN | Tề Tuyên vương ?-319 TCN - 301 TCN | Tề Tuyên vương ?-319 TCN - 301 TCN | Tề Tuyên vương ?-319 TCN - 301 TCN | Tề Tuyên vương ?-319 TCN - 301 TCN |  |  | Giao Sư       | Giao Sư       | Giao Sư       | Giao Sư       | Giao Sư       | Giao Sư       |         |         | Tĩnh Quách quân Điền Anh  | Tĩnh Quách quân Điền Anh  | Tĩnh Quách quân Điền Anh  | Tĩnh Quách quân Điền Anh  | Tĩnh Quách quân Điền Anh  | Tĩnh Quách quân Điền Anh  |        |        |             |             |             |             |             |             |            |            |            |            |        |        |        |        |  |  |                 |                 |                 |                 |                 |                 |  |  |              |              |              |              |              |              |  |  |  |  |  |  |  |  |  |  |  |  |  |  |  |  |  |  |  |  |  |  |  |  |  |  |  |  |  |  |  |  |  |  |  |  |  |  |  |  |  |  |  |  |  |  |  |  |
|                             |                             |                             |                             |                             |                             |  |  | Tề Tuyên vương ?-319 TCN - 301 TCN | Tề Tuyên vương ?-319 TCN - 301 TCN | Tề Tuyên vương ?-319 TCN - 301 TCN | Tề Tuyên vương ?-319 TCN - 301 TCN | Tề Tuyên vương ?-319 TCN - 301 TCN | Tề Tuyên vương ?-319 TCN - 301 TCN |  |  | Giao Sư       | Giao Sư       | Giao Sư       | Giao Sư       | Giao Sư       | Giao Sư       |         |         | Tĩnh Quách quân Điền Anh  | Tĩnh Quách quân Điền Anh  | Tĩnh Quách quân Điền Anh  | Tĩnh Quách quân Điền Anh  | Tĩnh Quách quân Điền Anh  | Tĩnh Quách quân Điền Anh  |        |        |             |             |             |             |             |             |            |            |            |            |        |        |        |        |  |  |                 |                 |                 |                 |                 |                 |  |  |              |              |              |              |              |              |  |  |  |  |  |  |  |  |  |  |  |  |  |  |  |  |  |  |  |  |  |  |  |  |  |  |  |  |  |  |  |  |  |  |  |  |  |  |  |  |  |  |  |  |  |  |  |  |
|                             |                             |                             |                             |                             |                             |  |  | Tề Mẫn vương ?-300 TCN - 284 TCN   | Tề Mẫn vương ?-300 TCN - 284 TCN   | Tề Mẫn vương ?-300 TCN - 284 TCN   | Tề Mẫn vương ?-300 TCN - 284 TCN   | Tề Mẫn vương ?-300 TCN - 284 TCN   | Tề Mẫn vương ?-300 TCN - 284 TCN   |  |  |               |               |               |               |               |               |         |         | Mạnh Thường quân Điền Văn | Mạnh Thường quân Điền Văn | Mạnh Thường quân Điền Văn | Mạnh Thường quân Điền Văn | Mạnh Thường quân Điền Văn | Mạnh Thường quân Điền Văn |        |        |             |             |             |             |             |             |            |            |            |            |        |        |        |        |  |  |                 |                 |                 |                 |                 |                 |  |  |              |              |              |              |              |              |  |  |  |  |  |  |  |  |  |  |  |  |  |  |  |  |  |  |  |  |  |  |  |  |  |  |  |  |  |  |  |  |  |  |  |  |  |  |  |  |  |  |  |  |  |  |  |  |
|                             |                             |                             |                             |                             |                             |  |  | Tề Mẫn vương ?-300 TCN - 284 TCN   | Tề Mẫn vương ?-300 TCN - 284 TCN   | Tề Mẫn vương ?-300 TCN - 284 TCN   | Tề Mẫn vương ?-300 TCN - 284 TCN   | Tề Mẫn vương ?-300 TCN - 284 TCN   | Tề Mẫn vương ?-300 TCN - 284 TCN   |  |  |               |               |               |               |               |               |         |         | Mạnh Thường quân Điền Văn | Mạnh Thường quân Điền Văn | Mạnh Thường quân Điền Văn | Mạnh Thường quân Điền Văn | Mạnh Thường quân Điền Văn | Mạnh Thường quân Điền Văn |        |        |             |             |             |             |             |             |            |            |            |            |        |        |        |        |  |  |                 |                 |                 |                 |                 |                 |  |  |              |              |              |              |              |              |  |  |  |  |  |  |  |  |  |  |  |  |  |  |  |  |  |  |  |  |  |  |  |  |  |  |  |  |  |  |  |  |  |  |  |  |  |  |  |  |  |  |  |  |  |  |  |  |
|                             |                             |                             |                             |                             |                             |  |  | Tề Tương vương ?-283 TCN - 265 TCN |                                    |                                    |                                    |                                    |                                    |  |  |               |               |               |               |               |               |         |         |                           |                           |                           |                           |                           |                           |        |        |             |             |             |             |             |             |            |            |            |            |        |        |        |        |  |  |                 |                 |                 |                 |                 |                 |  |  |              |              |              |              |              |              |  |  |  |  |  |  |  |  |  |  |  |  |  |  |  |  |  |  |  |  |  |  |  |  |  |  |  |  |  |  |  |  |  |  |  |  |  |  |  |  |  |  |  |  |  |  |  |  |
|                             |                             |                             |                             |                             |                             |  |  |                                    |                                    |                                    |                                    |                                    |                                    |  |  |               |               |               |               |               |               |         |         |                           |                           |                           |                           |                           |                           |        |        |             |             |             |             |             |             |            |            |            |            |        |        |        |        |  |  |                 |                 |                 |                 |                 |                 |  |  |              |              |              |              |              |              |  |  |  |  |  |  |  |  |  |  |  |  |  |  |  |  |  |  |  |  |  |  |  |  |  |  |  |  |  |  |  |  |  |  |  |  |  |  |  |  |  |  |  |  |  |  |  |  |
|                             |                             |                             |                             |                             |                             |  |  |                                    |                                    |                                    |                                    |                                    |                                    |  |  |               |               |               |               |               |               |         |         |                           |                           |                           |                           |                           |                           |        |        |             |             |             |             |             |             |            |            |            |            |        |        |        |        |  |  |                 |                 |                 |                 |                 |                 |  |  |              |              |              |              |              |              |  |  |  |  |  |  |  |  |  |  |  |  |  |  |  |  |  |  |  |  |  |  |  |  |  |  |  |  |  |  |  |  |  |  |  |  |  |  |  |  |  |  |  |  |  |  |  |  |
|                             |                             |                             |                             |                             |                             |  |  | Tề vương Kiến ?-264 TCN - 221 TCN  | Tề vương Kiến ?-264 TCN - 221 TCN  | Tề vương Kiến ?-264 TCN - 221 TCN  | Tề vương Kiến ?-264 TCN - 221 TCN  | Tề vương Kiến ?-264 TCN - 221 TCN  | Tề vương Kiến ?-264 TCN - 221 TCN  |  |  | Điền Giả      | Điền Giả      | Điền Giả      | Điền Giả      | Điền Giả      | Điền Giả      |         |         |                           |                           |                           |                           |                           |                           |        |        |             |             |             |             |             |             |            |            |            |            |        |        |        |        |  |  |                 |                 |                 |                 |                 |                 |  |  |              |              |              |              |              |              |  |  |  |  |  |  |  |  |  |  |  |  |  |  |  |  |  |  |  |  |  |  |  |  |  |  |  |  |  |  |  |  |  |  |  |  |  |  |  |  |  |  |  |  |  |  |  |  |
|                             |                             |                             |                             |                             |                             |  |  | Tề vương Kiến ?-264 TCN - 221 TCN  | Tề vương Kiến ?-264 TCN - 221 TCN  | Tề vương Kiến ?-264 TCN - 221 TCN  | Tề vương Kiến ?-264 TCN - 221 TCN  | Tề vương Kiến ?-264 TCN - 221 TCN  | Tề vương Kiến ?-264 TCN - 221 TCN  |  |  | Điền Giả      | Điền Giả      | Điền Giả      | Điền Giả      | Điền Giả      | Điền Giả      |         |         |                           |                           |                           |                           |                           |                           |        |        |             |             |             |             |             |             |            |            |            |            |        |        |        |        |  |  |                 |                 |                 |                 |                 |                 |  |  |              |              |              |              |              |              |  |  |  |  |  |  |  |  |  |  |  |  |  |  |  |  |  |  |  |  |  |  |  |  |  |  |  |  |  |  |  |  |  |  |  |  |  |  |  |  |  |  |  |  |  |  |  |  |
|                             |                             |                             |                             |                             |                             |  |  | □                                  |                                    |                                    |                                    |                                    |                                    |  |  |               |               |               |               |               |               |         |         |                           |                           |                           |                           |                           |                           |        |        |             |             |             |             |             |             |            |            |            |            |        |        |        |        |  |  |                 |                 |                 |                 |                 |                 |  |  |              |              |              |              |              |              |  |  |  |  |  |  |  |  |  |  |  |  |  |  |  |  |  |  |  |  |  |  |  |  |  |  |  |  |  |  |  |  |  |  |  |  |  |  |  |  |  |  |  |  |  |  |  |  |
|                             |                             |                             |                             |                             |                             |  |  |                                    |                                    |                                    |                                    |                                    |                                    |  |  |               |               |               |               |               |               |         |         |                           |                           |                           |                           |                           |                           |        |        |             |             |             |             |             |             |            |            |            |            |        |        |        |        |  |  |                 |                 |                 |                 |                 |                 |  |  |              |              |              |              |              |              |  |  |  |  |  |  |  |  |  |  |  |  |  |  |  |  |  |  |  |  |  |  |  |  |  |  |  |  |  |  |  |  |  |  |  |  |  |  |  |  |  |  |  |  |  |  |  |  |
|                             |                             |                             |                             |                             |                             |  |  | Điền An                            |                                    |                                    |                                    |                                    |                                    |  |  |               |               |               |               |               |               |         |         |                           |                           |                           |                           |                           |                           |        |        |             |             |             |             |             |             |            |            |            |            |        |        |        |        |  |  |                 |                 |                 |                 |                 |                 |  |  |              |              |              |              |              |              |  |  |  |  |  |  |  |  |  |  |  |  |  |  |  |  |  |  |  |  |  |  |  |  |  |  |  |  |  |  |  |  |  |  |  |  |  |  |  |  |  |  |  |  |  |  |  |  |

### Thủ lĩnh họ Điền
| Tước hiệu       | Họ tên                                                                   | Số năm | Thời gian       | Quan hệ                      |
| --------------- | ------------------------------------------------------------------------ | ------ | --------------- | ---------------------------- |
| Điền Kính Trọng | Trần Hoàn                                                                |        |                 | Con Trần Lệ công             |
| Điền Mạnh Di    | Điền Trĩ                                                                 |        |                 | Con Trần Hoàn                |
| Điền Mạnh Trang | Điền Mẫn                                                                 |        |                 | Con Điền Trĩ                 |
| Điền Văn tử     | Điền Tu Vô                                                               |        | ?─545 TCN       | Con Điền Mẫn                 |
| Điền Hoàn tử    | Điền Vô Vũ                                                               |        | ?─532 TCN       | Con Điền Tu Vô               |
| Điền Vũ tử      | Điền Khai                                                                |        | ?─516 TCN       | Con Điền Vô Vũ               |
| Điền Hi tử      | Điền Khất                                                                |        | ?─484 TCN       | Con Điền Vô Vũ, em Điền Khai |
| Điền Thành tử   | Điền Hằng Sử ký do kị húy Hán Văn Đế đổi thành Điền Thường               |        | ?─468 TCN       | Con Điền Khất                |
| Điền Tương tử   | Điền Bàn Từ Quảng cho rằng còn có tên là Điền Kí Thế bản gọi là Điền Ban |        |                 | Con Điền Hằng                |
| Điền Trang tử   | Điền Bạch Thế bản gọi là Điền Bá                                         |        | ?─411 TCN       | Con Điền Bàn                 |
| Điền Điệu tử    |                                                                          | 6      | 410 TCN─405 TCN | Có thể là con Điền Bạch      |

### Vua Điền Tề
| Thụy hiệu                    | Họ tên                    | Thời gian trị vì | Số năm |
| ---------------------------- | ------------------------- | ---------------- | ------ |
| Thái công (太公)             | Điền Hòa (田和)           | 385 TCN—384 TCN  | 2      |
| Phế Công (廢公)              | Điền Diệm (田剡)          | 384 TNC—375 TCN  | 9      |
| Hiếu Vũ Hoàn Công (孝武桓公) | Điền Ngọ (田午)           | 383 TCN—378 TCN  | 6      |
| Uy vương (威王)              | Điền Nhân Tề (田因齊)     | 377 TCN—342 TCN  | 36     |
| Tuyên Vương (宣王)           | Điền Cương (田疆)         | 342 TCN—323 TCN  | 19     |
| Mẫn vương (湣王)             | Điền Địa (田地)           | 323 TCN—284 TCN  | 40     |
| Tương vương (襄王)           | Điền Pháp Chương (田法章) | 283 TCN—265 TCN  | 19     |
| Kính vương (敬王)            | Điền Kiến (田建)          | 264 TCN—221 TCN  | 44     |

sau khi Tần Thủy Hoàng Đế băng hà thì cả thiên hạ nổi lên chống, nước Tề được tái lập năm 209 tr.CN bởi người trong vương thất họ Điền và truyền thêm mấy đời vua nữa rồi bị nhà Hán diệt mất vào năm 202 tr.CN
1 - Tề Liệt vương (209 - 208 tr.CN)
2 - Điền Giả (208 tr.CN)
Hạng Vũ phân phong Mười tám nước chư hầu, nước Tề bị tách làm 3 quốc gia cho đến khi Điền Vinh tái thống nhất:
- Đông Giao Vương Điền Phất (208 - 206 tr.CN)
- Lâm Truy Vương Điền Đô (208 - 206 tr.CN)
- Tế Bắc Mẫn Vương Điền An (208 - 206 tr.CN)

3 - Tề Cương vương (206 - 205 tr.CN)
4 - Tề Mục vương (205 - 203 tr.CN)
5 - Tề Nghĩa vương (203 - 202 tr.CN)

### Tướng quân
- Điền Đan